# Traktat akcesyjny (1979)
Traktat akcesyjny 1979 – umowa zawarta 28 maja 1979 roku pomiędzy Grecją a państwami członkowskimi EWG, dotycząca warunków przyjęcia Grecji do tej organizacji. Umowa zaczęła obowiązywać 1 stycznia 1981 roku.